# Форман, Мирослав
Мирослав Форман (чеш. Miroslav Forman; род. 12 августа 1990, Мельник) — чешский хоккеист, нападающий. В настоящее время является игроком хоккейного клуба «Спарта Прага».

## Биография
Мирослав Форман является воспитанником пражской «Спарты». Дебютировал в Экстралиге в конце сезона 2010/11.
Помимо «Спарты» играл в чешской первой лиге за команды «Бероуншти медведи», «Писек» и «Литомержице».
В сезоне 2016/17 был впервые приглашён в сборную Чехии. Провёл 2 игры в рамках Еврохоккейтура.
В феврале 2016 году продлил контракт со «Спартой» до 2020 года.

## Достижения
- Серебряный призёр чешской Экстралиги 2016
- Бронзовый призёр чешской Экстралиги 2014 и 2021
- Финалист Лиги чемпионов 2017

## Статистика
Обновлено на конец сезона 2020/2021
- Чешская экстралига — 495 игр, 250 очков (92+158)
- Чешская первая лига — 80 игр, 44 очка (17+27)
- Лига чемпионов — 22 игры, 10 очков (5+5)
- Европейский трофей — 12 игр, 3 очка (1+2)
- Сборная Чехии — 2 игры
- Всего за карьеру — 611 игр, 307 очков (115+192)